# Xã Wayzetta, Quận Mountrail, Bắc Dakota
Xã Wayzetta (tiếng Anh: Wayzetta Township) là một xã thuộc quận Mountrail, tiểu bang Bắc Dakota, Hoa Kỳ. Năm 2010, dân số của xã này là 21 người.